# 互联网金融骗局
互联网金融骗局是指利用互联网進行金融投资，或者用類似庞氏骗局的方式，靠高固定收益来骗取公众存款的金融骗局。
中國大陸也有許多利用互联网進行金融骗局的公司，其中较为典型的有e租宝、东虹桥金融、快鹿等等。案件于2016年开始集中爆发。